# Imunološki zavod
Imunološki zavod je zdravstvena ustanova u Zagrebu. Osnivač i dugogodišnji ravnatelj bio je hrvatski akademik i imunolog Drago Ikić.
Glavna je djelatnost Imunološkog zavoda proizvodnja biotehnoloških proizvoda, za proizvodnju lijekova, farmaceutskih proizvoda i znanstveno-istraživački rad. Proizvodi Zavoda kakvoćom pripadaju svjetskom vrhu, kako je ocijenila Svjetska zdravstvena organizacija (WHO). Od ranih 1960-ih Zavod proizvodi lijekove iz ljudske krvi ili ljudske plazme. Krvne derivate proizvodi isključivo iz plazme prikupljene na području Republike Hrvatske. To je najbolje rješenje, jer proizvodi iz plazme vlastitog podrijetla namijenjeni vlastitoj populaciji ujedno i najbolje rješenje. Zavod proizvodi jedan od najboljih na svijetu antitoksina za otrov europskih zmija (konjski). Pokazala je to uspješna polustoljetna klinička primjena, te izostanak komplikacija pri uporabi. Cjepiva Imunološkog zavoda gotovo su u potpunosti eliminirala morbile i rubele u Hrvatskoj, a pobol od parotitisa smanjila za 99%. Cijenjen je u svijetu proizvod cjepivo protiv morbila, priređeno sa sojem Edmonston-Zagreb, djelo stručnjaka Imunološkog zavoda. Primijenjene su stotine milijuna doza u djece u tridesetak zemalja svijeta i pritom nisu prijavljeni štetni učinci niti mortalitet.
Čudnim odlukama izvjesnih tijela dovedena je u pitanje opstojnost Zavoda, premda su kvaliteta, siguran profit i tržište za proizvode bili sigurni diljem svijeta. Narodnom inicijativom Visia Croatica uspješno je spriječena privatizacija Imunološkog zavoda i prodaja budzašto nepoznatim ulagačima te buduća kupnja iz inozemstva po skupljoj cijeni proizvoda koje Zavod bolje i jeftinije proizvodi. Inicijativu za spas i zaštitu Imunološkog zavoda su poduprijeli hrvatski intelektualci, javno neki saborski zastupnici, potom i hrvatski bolnički liječnici (HUBOL), sindikat liječnika (HLS) i liječnička komora (HLK) te pozvali svoje članstvo da se kupnjom uloga u društvu Visia Croatica priključe Inicijativi. Prikupljeni su komanditni ulozi,08 milijuna kn. Nakon pojave inicijative, misteriozni inointeresenti su nestali, a Visia Croatica bila je jedini ponuđač. Obvezujuća ponuda Visia Croatice za kupnju 54% dionica Imunološkog zavoda d.d. Zagreb predana je u srijedu 25. ožujka 2015.
Do polovice ljeta 2015. djelovao je Zavod kao trgovačko društvo Imunološki zavod d.d. Vladinom uredbom donesenoj na sjednici 20. kolovoza 2015. godine, Imunološki zavod je javna zdravstvena ustanova od strateškog i općeg gospodarskog interesa za Republiku Hrvatsku (NN 91/2015).

## Vanjske poveznice
- Imunološki zavod Hrvatska tehnička enciklopedija, portal hrvatske tehničke baštine. LZMK